# NGC 6406
NGC 6406 est une paire d'étoiles située dans la constellation d'Hercule. L'astronome britannique Guillaume Bigourdan a enregistré la position de ce groupe le 27 juin 1837